# Mariano (Name)
Mariano (katalanisch Marià) ist ein männlicher Vorname und Familienname.

## Herkunft und Bedeutung
Mariano ist die italienische, portugiesische und spanische Form des römischen Familiennamens Marianus, tritt aber auch als eine männliche Form des weiblichen Vornamens Maria auf. Die katalanische Form dieses männlichen Vornamens lautet „Marià“.

## Namensträger

### Vorname
- Mariano Azuela (1873–1952), mexikanischer Schriftsteller
- Mariano Brito (1930–2014), uruguayischer Jurist und Politiker
- Mariano Cappi, vollständiger Name Mariano Cappi González, (* 1991), uruguayischer Fußballspieler
- Mariano Egaña Fabres (1793–1846), chilenischer Politiker
- Mariano Fortuny (Modeschöpfer) (Mariano Fortuny i Madrazo; 1871–1949), spanischer Modeschöpfer
- Mariano Gago (1948–2015), portugiesischer Ingenieur und Politiker
- Mariano García Remón (* 1950), spanischer Fußballtrainer
- Mariano González (Politiker) († 1870), paraguayischer Politiker
- Mariano González (Boxer) (Mariano González Lugo; * 1969), mexikanischer Boxer
- Mariano González (Fußballspieler) (* 1981), argentinischer Fußballspieler
- Mariano González Maroto (* 1984), spanischer Fußballspieler
- Mariano Lamberti (* 1967), italienischer Kurzfilm- und Spielfilmregisseur
- Mariano José de Larra (1809–1837), spanischer Schriftsteller
- Mariano Osorio (1777–1819), spanischer General
- Mariano Paredes (Politiker) (1800–1856), guatemaltekischer Politiker, Präsident von 1849 bis 1851
- Mariano Paredes (Künstler) (1912–1979), mexikanischer Künstler
- Mariano Paredes y Arrillaga (1797–1849), mexikanischer Politiker und Offizier
- Mariano Paz Soldán (1821–1886), peruanischer Historiker und Geograph
- Mariano de la Paz Graëlls y de la Aguera (1809–1898), spanischer Zoologe, Arzt und Botaniker
- Mariano Rivera Paz (1804–1849), guatemaltekischer Politiker, Präsident 1839 bis 1841 und 1842 bis 1844
- Mariano Puerta (* 1978), argentinischer Tennisspieler
- Mariano Rajoy (* 1955), spanischer Politiker, Ministerpräsident
- Mariano Rampolla del Tindaro (1843–1913), italienischer Kardinal
- Mariano Rumor (1915–1990), italienischer Politiker
- Mariano Silva y Aceves (1887–1937), mexikanischer Jurist, Autor und Rektor der Universidad Nacional de México
- Mariano Smiriglio (1561–1636), italienischer Maler und Architekt des Übergangs vom Manierismus zum Barock auf Sizilien
- Mariano Spagnolo (* 1974), argentinischer Tenor
- Mariano von Uria, eigentlich Mariano de Saráchaga y Uria (1812–1876), badischer Verwaltungsjurist und Hofbeamter
- Pietro Mariano Vermigli (1499–1562), reformierter Theologe, siehe Peter Martyr Vermigli

in der katalanischen Form:
- Marià Aguiló i Fuster (1825–1897), mallorcinisch-katalanischer Schriftsteller und Philologe
- Marià Fortuny (1838–1874), katalanischer Maler
- Marià Gonzalvo (1922–2007), katalanisch-spanischer Fußballspieler
- Marià Vayreda i Vila (1853–1903), katalanischer Maler

### Familienname
- Armindo Soares Mariano (1947–2023), indonesisch-osttimoresischer Politiker
- Arthur Mariano (Turner) (* 1993), brasilianischer Kunstturner
- Arthur Diego Mariano Lanci (* 1996), brasilianischer Beachvolleyballspieler
- Arthur da Silva Mariano (* 1997),  brasilianischer Beachvolleyballspieler
- Brian Mariano (* 1985), Leichtathlet von den Niederländischen Antillen
- César Camargo Mariano (* 1943), brasilianischer Jazzmusiker, Komponist und Musikproduzent
- Charlie Mariano (1923–2009), US-amerikanischer Jazzmusiker
- Detto Mariano (1937–2020), italienischer Filmkomponist
- Evan Mariano (* 1988), belizischer Fußballspieler
- Fernando Henrique Mariano (* 1967), brasilianischer Fußballspieler
- Gabriel Mariano (1928–2002), kap-verdischer Schriftsteller
- Guy Mariano (* 1976), US-amerikanischer Skateboard-Fahrer
- Haroldo Mariano (* 1928), brasilianischer Wasserspringer
- Ian Mariano (* 1990), Fußballspieler für Guam
- Jaime Mariano (* 1969), spanischer Motorradrennfahrer
- Jimmy Mariano (* 1942), philippinischer Basketballspieler und -trainer
- Luis Mariano (1914–1970), spanisch-französischer Schauspieler und Sänger
- Mariane Mariano (* 1988), philippinische Wushu-Kämpferin
- Nelson Mariano (* 1974), philippinischer Schachspieler
- Patricio G. Mariano (1877–1935), philippinischer Schriftsteller, Revolutionär, Komponist, Musiker und Maler
- Pellegrino di Mariano († 1492), italienischer Maler und Miniaturist
- Peter Mariano, belizischer Fußballspieler
- Rafael Marques Mariano (* 1983), brasilianischer Fußballspieler
- Raffaele Mariano (1840–1912), italienischer Philosoph und Historiker
- Ramón Mariano (* 1974), dominikanischer Fußballspieler
- Alexandre da Silva Mariano (Amaral; * 1973), brasilianischer Fußballspieler
- Arthur da Silva Mariano (* 1997), brasilianischer Beachvolleyballspieler

### Künstlername
- Mariano (Fußballspieler, 1951) (Mariano Noé Schmitz; * 1951), brasilianischer Fußballspieler
- Mariano (Fußballspieler, 1986) (Mariano Ferreira Filho; * 1986), brasilianischer Fußballspieler
- Mariano (Fußballspieler, 1993) (Mariano Díaz Mejía; * 1993), spanisch-dominikanischer Fußballspieler